# 张加春
张加春（1964年—），贵州三都人，水族，中华人民共和国政治人物、第十二届全国人民代表大会贵州地区代表。
毕业于贵州省高等教育自学考试新闻专业。加入中国共产党。担任贵州省三都水族自治县委副书记、县长。2008年起担任全国人大代表。2013年，担任全国人大代表。